# Rio Wari
O rio  Wari é um curso de água do norte da Etiópia e um afluente do rio Tekezé. Nasce em Gar'alta e corre para o sudoeste até alcançar o rio Tekezé nas coordenadas 13° 41′ N, 38° 33′ L. Tem como afluentes o rio Assam, o rio Chemit, o rio Meseuma e o rio Tsedia.